# Astroboa nigrofurcata
Astroboa nigrofurcata är en ormstjärneart som beskrevs av Döderlein 1927. Astroboa nigrofurcata ingår i släktet Astroboa och familjen medusahuvuden. Inga underarter finns listade i Catalogue of Life.